# ボビー・チャールズ 極楽の歌
『ボビー・チャールズ 極楽の歌』（In a Good Place Now: The Life & Music of Bobby Charles）は、2024年に公開されたドキュメンタリー映画である。アメリカ合衆国ルイジアナ州出身のシンガーソングライター、ボビー・チャールズの人生と音楽について紹介している。

## 概要
ボビー・チャールズは、1938年にルイジアナ州アビーヴィルに生まれたシンガーソングライター。1955年にデビューし、「シー・ユー・レイター・アリゲーター」などのヒットを生んだ。
映画は、チャールズの早い段階での成功に始まり、ザ・バンドのラスト・ワルツへの出演、その後のルイジアナ州での引きこもり生活の実情まで、彼の歩みを記録した内容となっている。彼の家族、幼なじみ、共演者、友人などがインタビューで登場し、その素顔を明らかにする。
2024年9月6日より開催された「Peter Barakan's Music Film Festival 2024」にて劇場公開されたのち、同年12月13日より2週間の単館上映が実現した。